# Polyboroides
Polyboroides é um género de ave de rapina da família Accipitridae.
Este género contém as seguintes espécies:
- Polyboroides radiatus
- Secretário-pequeno, Polyboroides typus